# 三木琴
三木琴（みき こと、弘化4年（1848年） - 明治7年（1874年）8月27日，幕末、明治初期薩摩藩家老小松清廉（帶刀）之妾。三木吉兵衛六女。維新前的本名為琴仙子。別名於琴、琴子。

## 來歷
原為京都祇園的出名艺妓被廣為知著。文久3年（1863年）與在京都活動的小松帶刀相識，一般認為後來為小松在京都工作為由收集信息配合著。
慶應元年（1865年），被小松接至京都的小松邸，復原本名。慶應2年（1866年）生下長男安千代；後明治3年（1870年）生下長女壽美（スミ）。
之後，帶刀於大坂臥病在床時，也關照看護直到臨終。據說那個時候還請求「如果我死了，希望請葬在帶刀（清廉）公旁邊」。
明治3年（1870年）帶刀死後，將長男安千代託付給鹿兒島的正妻千賀，自己與長女壽美一起住在與帶刀相交甚厚的五代友厚邸。
明治7年（1874年）8月27日於大阪（當時作大坂）病死，享年26。依據本人所願，葬在鹿兒島的小松家墓地。
後來，千賀所養育的安千代繼承了小松家。

## 逸話
小松從京都返回薩摩的途中送給於琴的詩歌
「鳴渡る　雁の涙も別れ路の　袂にかかる心地こそすれ」
來自於琴的答詩
「うちいづる　今日の名残り思いつつ　薩摩の海も浅しとやせん」
這樣留存著。

## 登場作品
影視劇
- 篤姬（2008年、NHK大河劇、演：原田夏希）